# Irena Gieysztorowa (historyk)
Irena Gieysztorowa, właściwie Irena Gieysztor z domu Czarnecka (ur. 17 września 1914 w Warszawie, zm. 26 maja 1999 tamże) – polska historyk, autorka wielu atlasów historycznych.

## Życiorys
Córka Jana i Wandy z Wojciechowskich Czarneckich. Ukończyła studia w Instytucie Historycznym Uniwersytetu Warszawskiego (1937). Uczennica Marcelego Handelsmana. Od 1953 pracowała w Instytucie Historii PAN. Jej mężem był od 1938 roku Aleksander Gieysztor. Zajmowała się demografią i kartografią. 
Pochowana na cmentarzu Powązkowskim w Warszawie (kwatera 131-6-21).

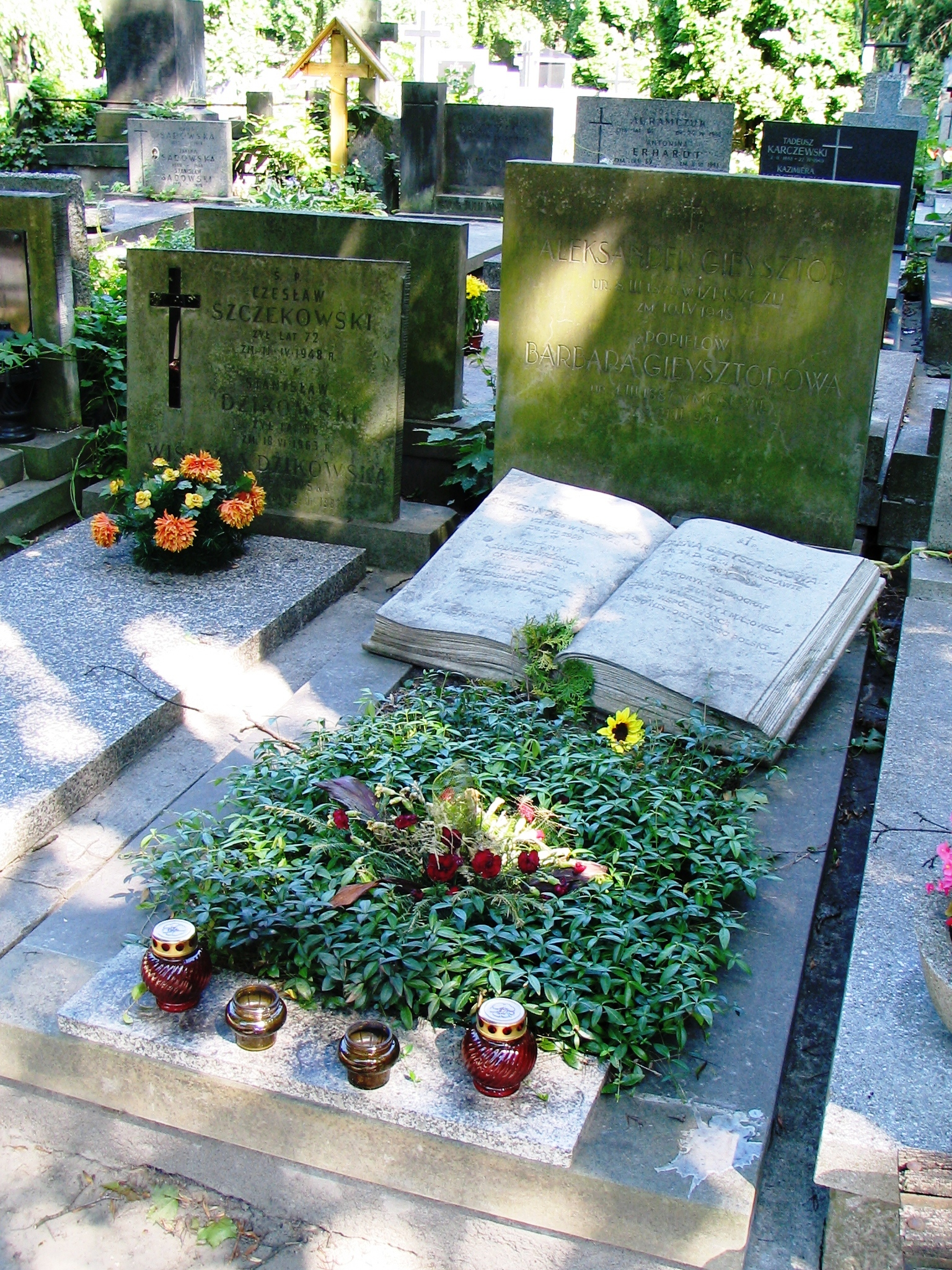
Grób Aleksandra i Ireny Gieysztorów na cmentarzu Powązkowskim w Warszawie

## Wybrane publikacje
- Województwo płockie około 1578 r., Warszawa: PWN 1958.
- Statkiem po Morzu Czarnym i Śródziemnym: przewodnik turystyczny, Warszawa: „Orbis” 1962.
- (współautor) Atlas historyczny Polski, Warszawa: Państwowe Przedsiębiorstwo Wydawnictw Kartograficznych 1967 (wiele wydań).
- Lustracja województwa mazowieckiego 1565, cz. 1-2, wyd. Irena Gieysztorowa i Anna Żaboklicka, Warszawa: Państwowe Wydawnictwo Naukowe 1967-1968.
- (współautorzy: Andrzej Zahorski, Andrzej Łukasiewicz), Cztery wieki Mazowsza: szkice z dziejów 1526-1914, Warszawa: „Nasza Księgarnia” 1968.
- Lustracja województwa mazowieckiego 1565 : indeksy do części I i II, indeks osob. Irena Gieysztorowa, indeks geogr. Anna Żaboklicka, indeks rzecz. Alina Wawrzyńczyk i Kazimierz Pacuski, Warszawa: Państwowe Wydawnictwo Naukowe 1971.
- Wstęp do demografii staropolskiej, Warszawa: PWN 1976
- (współautor) The Historical Atlas of Poland, Warszawa - Wrocław: Państwowe Przedsiębiorstwo Wydawnictw Kartograficznych 1981 (wiele wydań).
- (współautor) Historical atlas of Poland in the 2nd half of the 16th century voivodeships of Cracow, Sandomierz, Lublin, Sieradz, Łęczyca, Rawa, Płock and Mazovia, Vol. 1-2, Frankfurt am Main: Peter Lang Edition 2014.